# Maxence Prévot
Maxence Prévot, né le 9 avril 1997 à Belfort en France, est un footballeur français qui occupe le poste de gardien de but à l'OH Louvain.

## Biographie
Maxence Prévot commence le football à l'AS Essert avant de rejoindre le FC Sochaux-Montbéliard en 2004. Il monte peu à peu les échelons des équipes juniors jusqu'à l'équipe réserve qu'il intègre lors de la saison 2014-2015. La même saison, il remporte la Coupe Gambardella.
La saison suivante, il signe son premier contrat pour une durée de trois ans. Il joue son premier match professionnel lors des seizième de finale de Coupe de France contre le SC Bastia avant d'être titularisé trois jours plus tard en Ligue 2 contre le Paris FC. Pour sa première saison pro, il prend part à cinq rencontres. Il devient pour la saison 2016-2017, numéro deux mais dès le premier mois de compétition Olivier Werner se blesse et il prend sa place dans les cages sochaliennes.
Il est titulaire dans les cages sochaliennes depuis la saison 2017-2018.
Il est élu joueur du mois à de nombreuses reprises par les supporteurs : octobre 2017, septembre 2018, novembre 2019, octobre 2020 et avril 2021.
Le 23 février 2023, le FC Sochaux-Montbéliard annonce la prolongation de son contrat jusqu'en 2025. Lors de la saison 2022-2023, il dispute l'intégralité des 38 rencontres de championnat.
Le 10 août 2023, Maxence Prévot quitte le FC Sochaux-Montbéliard et signe quelques jours plus tard en Belgique à l'Oud-Heverlee Louvain.

## Statistiques

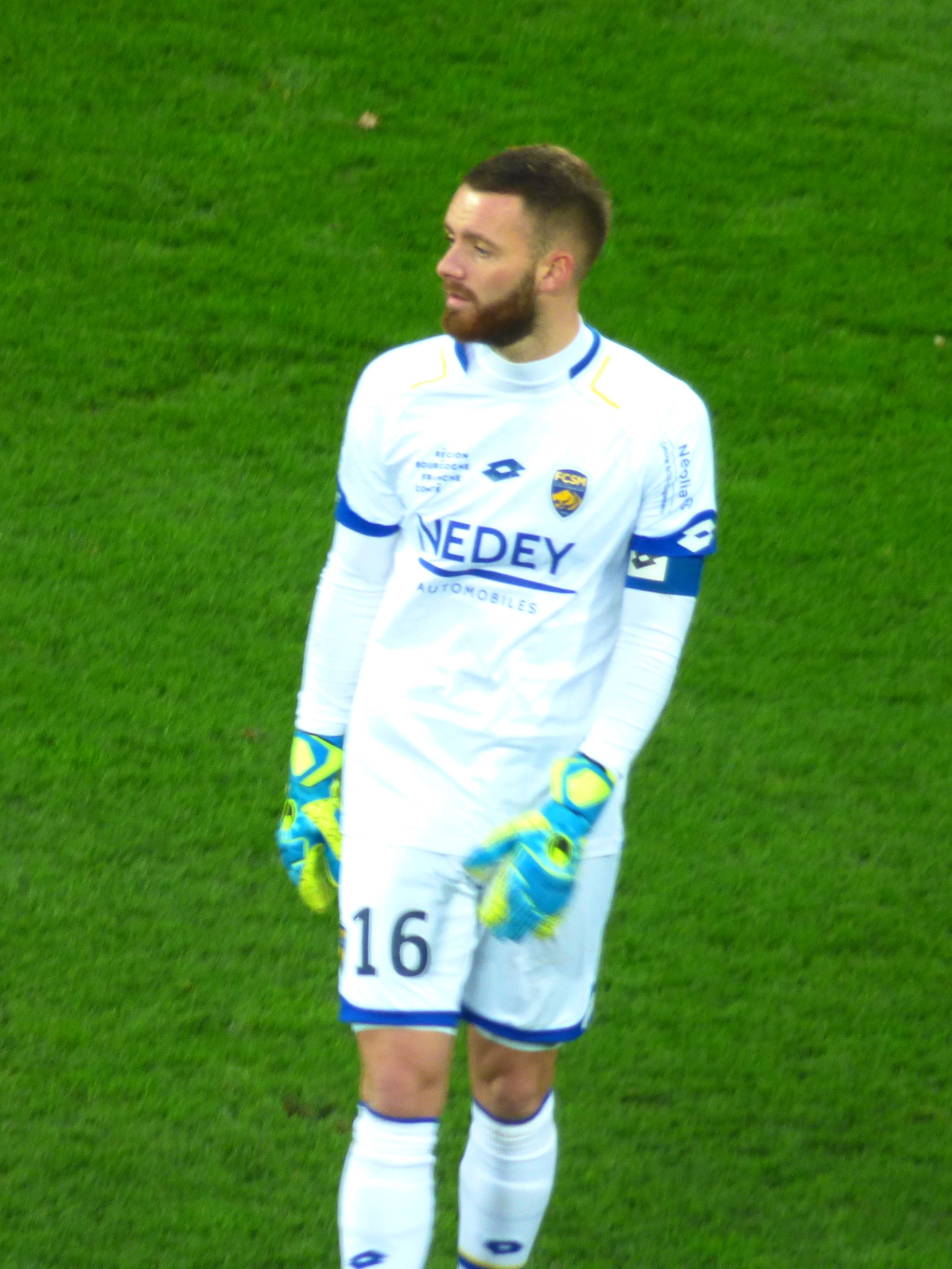
Maxence Prévot en 2019 face à Lens.

| Saison                | Club                   | Championnat           | Championnat | Championnat | Coupe nationale | Coupe nationale | Coupe de la Ligue | Coupe de la Ligue | Total | Total |
| Saison                | Club                   | Division              | M.          | B.          | M.              | B.              | M.                | B.                | M.    | B.    |
| 2015-2016             | FC Sochaux-Montbéliard | Ligue 2               | 4           | 0           | 1               | 0               | -                 | -                 | 5     | 0     |
| 2016-2017             | FC Sochaux-Montbéliard | Ligue 2               | 24          | 0           | -               | -               | 1                 | 0                 | 25    | 0     |
| 2017-2018             | FC Sochaux-Montbéliard | Ligue 2               | 32          | 0           | -               | -               | -                 | -                 | 32    | 0     |
| 2018-2019             | FC Sochaux-Montbéliard | Ligue 2               | 29          | 0           | -               | -               | -                 | -                 | 29    | 0     |
| 2019-2020             | FC Sochaux-Montbéliard | Ligue 2               | 22          | 0           | -               | -               | -                 | -                 | 22    | 0     |
| 2020-2021             | FC Sochaux-Montbéliard | Ligue 2               | 36          | 0           | -               | -               | -                 | -                 | 36    | 0     |
| 2021-2022             | FC Sochaux-Montbéliard | Ligue 2               | 29          | 0           | -               | -               | -                 | -                 | 29    | 0     |
| 2022-2023             | FC Sochaux-Montbéliard | Ligue 2               | 38          | 0           | -               | -               | -                 | -                 | 38    | 0     |
| Sous-total            | Sous-total             | Sous-total            | 214         | 0           | 1               | 0               | 1                 | 0                 | 216   | 0     |
| 2023-2024             | OH Louvain             | Division 1A           | 11+3        | 0           | -               | -               | -                 | -                 | 14    | 0     |
| 2024-2025             | OH Louvain             | Division 1A           | 1+1         | 0           | -               | -               | -                 | -                 | 2     | 0     |
| Sous-total            | Sous-total             | Sous-total            | 16          | 0           | -               | -               | -                 | -                 | 16    | 0     |
| Total sur la carrière | Total sur la carrière  | Total sur la carrière | 230         | 0           | 1               | 0               | 1                 | 0                 | 232   | 0     |

## Palmarès
Il remporte la Coupe Gambardella en 2015 avec le FC Sochaux-Montbéliard.